# Lea-by-Backford
Lea-by-Backford est une paroisse civile et un village du Cheshire, en Angleterre.